# Seax de Beagnoth
Vous lisez un « bon article » labellisé en 2016.
Cette page contient des caractères spéciaux ou non latins. S’ils s’affichent mal (▯, ?, etc.), consultez la page d’aide Unicode.

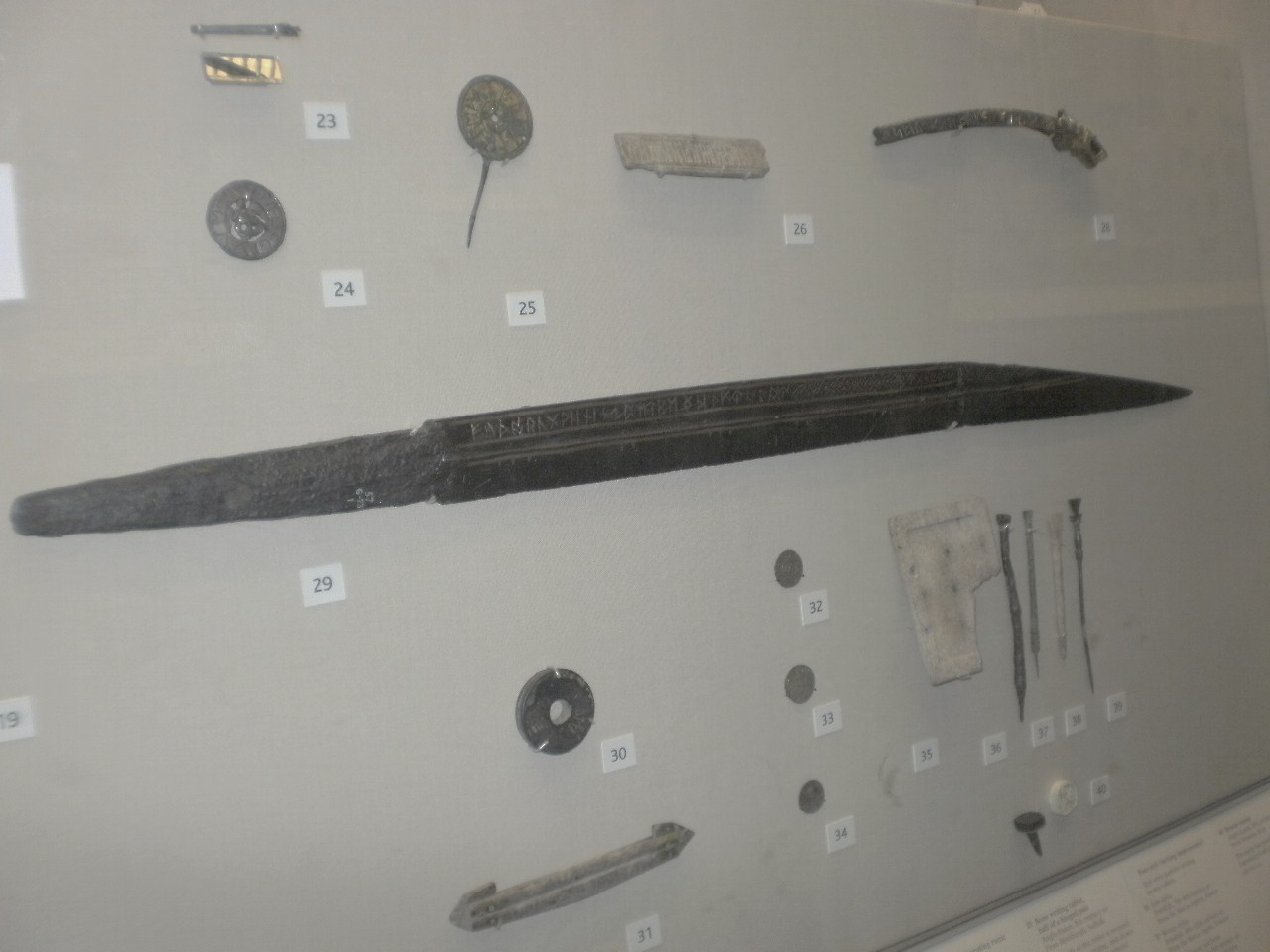
Le seax de Beagnoth, exposé au British Museum.

Le seax de Beagnoth, ou scramasaxe de la Tamise, est un couteau à un tranchant anglo-saxon du IXe siècle. Il a été découvert dans la Tamise en 1857 et se trouve désormais au British Museum de Londres.
Ce seax est une arme de prestige qui présente des motifs complexes en incrustations de cuivre, de bronze et de fils d'argent. L'un des côtés de la lame porte deux inscriptions en runes anglo-saxonnes : les vingt-huit lettres de cet alphabet, suivies du nom ᛒᛠᚷᚾᚩᚦ (Beagnoth). L'alphabet joue probablement un rôle magique, tandis que le nom pourrait être celui du propriétaire de l'arme ou du forgeron.
Les autres armes blanches d'origine anglo-saxonne ou viking gravées de caractères présentent soit des inscriptions en alphabet latin sur la lame, soit des inscriptions runiques sur la garde ou le fourreau. Le seax de Beagnoth est l'une des rares armes de cette époque dont la lame arbore des runes, et le seul objet connu portant l'intégralité de l'alphabet runique anglo-saxon.

## Découverte
Le seax de Beagnoth est la découverte d'un laboureur nommé Henry J. Briggs. Entre 1843 et 1867, Briggs revend plusieurs objets qu'il a trouvés dans les boues de la Tamise au British Museum, parmi lesquels le bouclier de Battersea ou le seax, découvert au début de l'année 1857 près de Battersea, à quelques kilomètres au sud-ouest de la Cité de Londres. Le 21 mai 1857, le seax est présenté à la Society of Antiquaries of London par Augustus Wollaston Franks, qui travaille au département des Antiquités du British Museum. À cette occasion, il est décrit comme « ressemblant au Scramasax des Francs, dont les représentants en Angleterre sont très rares ; et porte une série de caractères runiques incrustés en or ». Depuis, l'arme est communément appelée « scramasaxe de la Tamise ». Néanmoins, comme le terme scramasaxe (issu du vieux-francique *scrâmasahs) n'est attesté que dans l’Histoire des Francs de Grégoire de Tours, et comme le sens exact de l'élément scrama- reste incertain, les études récentes préfèrent désigner ce type d'arme sous le nom de « seax (ou sax) long »,.

## Description

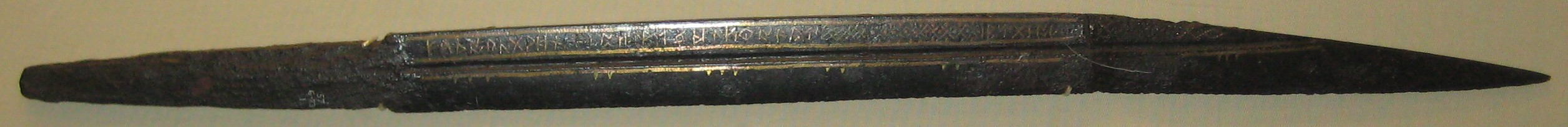
Le seax de Beagnoth.

Le seax est un couteau en fer à un seul tranchant avec une longue pointe. Il mesure en tout 72,1 cm de long : 17 cm pour la soie et 55,1 cm pour la lame. La soie était probablement insérée dans un manche qui s'est perdu.
Il s'agit d'une arme de prestige. Ses deux faces sont décorées de motifs géométriques obtenus en martelant des bandes torsadées de cuivre, de laiton et de fils d'argent à l'intérieur des rainures creusées dans la lame, ainsi que de triangles et de losanges incrustés faits de ces trois mêmes métaux. La technique consistant à incruster des fils pour créer des motifs et des inscriptions est fréquemment utilisée sur les seaxes et les têtes de lances germaniques et anglo-saxonnes des IXe et Xe siècles, ainsi que sur des épées vikings de la même période.

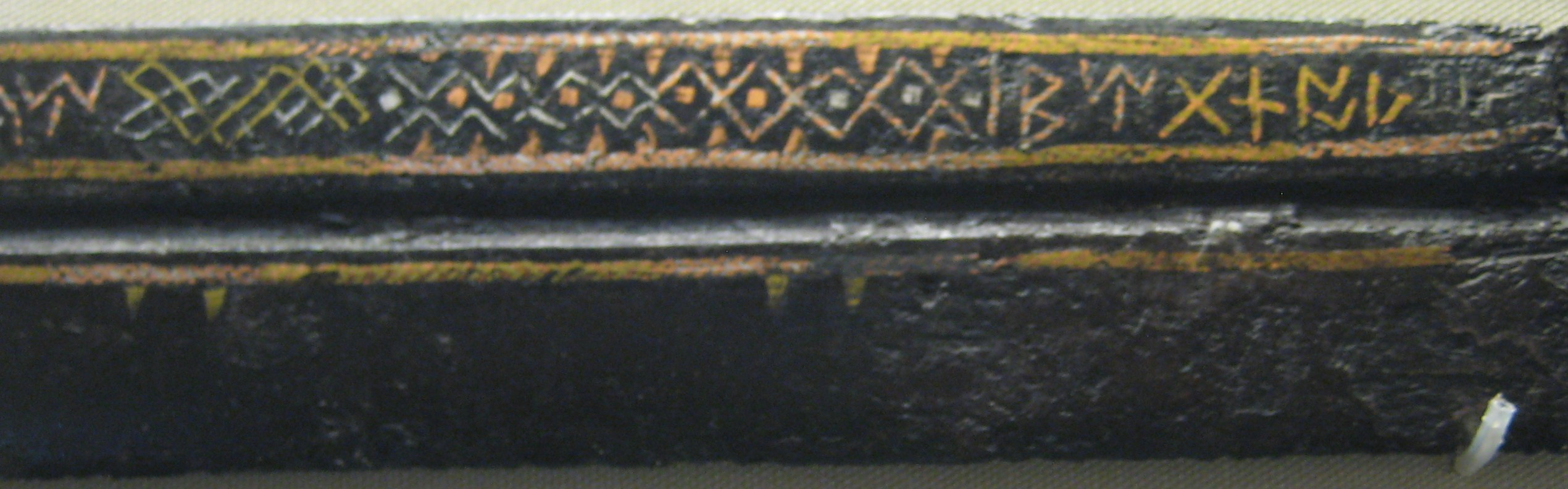
Le motif à chevrons qui sépare les deux inscriptions runiques.

Une profonde gouttière est creusée des deux côtés de la lame. Au-dessus se trouve un espace rectangulaire délimité en haut et en bas par des bandes de cuivre incrustées. D'un côté de l'arme, cet espace est occupé par un motif de losanges en argent et en cuivre, peut-être pour obtenir un effet similaire à celui de l'acier de Damas. De l'autre côté de l'arme, ce même espace est occupé par deux inscriptions runiques en cuivre et en fil d'argent. Celle de gauche comprend les vingt-huit lettres de l'alphabet runique anglo-saxon (ou futhorc). Celle de droite, séparée de l'autre par un motif à chevrons en argent et en cuivre, épelle le mot ᛒᛠᚷᚾᚩᚦ (Beagnoþ ou Beagnoth), probablement celui du premier possesseur de l'arme ou de celui qui l'a forgée,.

## Inscriptions

### L'alphabet

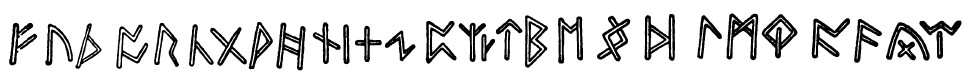
L'alphabet runique gravé sur le seax.

L'inscription de l'alphabet runique présente plusieurs particularités, à commencer par l'ordre des runes : ce n'est pas le même que celui présenté dans le codex de Vienne. Les dix-neuf premières runes sont dans l'ordre habituel, mais les runes 20 à 23 apparaissent dans un ordre qui ne se retrouve dans aucune autre source : ing (ᛝ), dæg (ᛞ), lagu (ᛚ), man (ᛗ). Les deux dernières, yr (ᚣ) (27) et ear (ᛠ) (28) sont inversées par rapport au codex de Vienne, mais leur ordre était peut-être moins bien défini que celui des autres runes : en effet, elles constituent des ajouts ultérieurs aux vingt-quatre lettres de l'alphabet d'origine. La dernière (ᛠ) est d'ailleurs extrêmement rare dans les inscriptions runiques anglo-saxonnes.
Par ailleurs, le dessin de plusieurs runes est également particulier.
- La rune 12 (ger, ᛄ) est écrite avec une barre centrale horizontale (), au lieu du cercle, du losange ou de la croix habituels dans les textes runiques[12].
- La rune 16 (sigel, ᛋ) est plus petite que les autres : elle semble avoir été rajoutée après coup[13]. Son dessin particulier () est attesté dans d'autres inscriptions (par exemple sur le cercueil de Cuthbert de Lindisfarne) ; il provient peut-être du S insulaire Ꞅ[14], à moins qu'il ne s'agisse simplement d'une évolution du caractère runique[15].
- La rune 21 (dæg, ᛞ) présente un dessin unique : les deux diagonales forment un triangle () au lieu de se croiser au milieu. Il s'agit probablement d'une erreur[13].
- La rune 24 (eðel, ᛟ) se termine en bas par un seul trait vertical () au lieu des deux traits habituels. Cette forme apparaît occasionnellement dans d'autres inscriptions runiques, et plus fréquemment dans les manuscrits[14]. Il s'agit peut-être d'une forme simplifiée de la rune standard[11].
- La rune 27 (yr, ᚣ) présente un dessin peu courant, avec une croix () au lieu du trait vertical central habituel[14].

Tous ces éléments tendent à démontrer que l'artisan qui a produit ce texte ne connaissait pas bien l'écriture runique, même si certaines formes inhabituelles sont peut-être dues à la complexité de la technique employée pour former les runes.

### Le nomBeagnoth
Le nom ᛒᛠᚷᚾᚩᚦ (Beagnoth) qui vient après l'alphabet ne présente aucune particularité, hormis les deux glyphes en haut à droite de la dernière rune. Ils ressemblent à des lettres, mais restent inexpliqués. Beagnoth est forcément le nom d'une personne liée à l'objet, mais faute de contexte, il est impossible de déterminer la nature de ce lien. Le runologue R. I. Page propose quatre possibilités : Beagnoth pourrait être le nom du forgeron ayant créé la lame, de l'orfèvre ayant gravé les runes (afin d'en renforcer le caractère magique), du propriétaire original de l'arme, ou bien d'une personne en ayant fait don à une autre.

## Datation et provenance
Les seaxes découverts en Europe datent d'une période comprise entre le VIIe et le XIe siècle, et les plus anciens retrouvés en Angleterre proviennent de tombes du VIIe siècle. Des seaxes isolés datant des IXe siècle et Xe siècle ont également été retrouvés en Angleterre,. Il est impossible de dater avec certitude le seax de Beagnoth, mais les éléments stylistiques et épigraphiques le situeraient au IXe siècle,, les alentours de l'an 900 constituant une date tardive possible.
Plusieurs seaxes similaires ont été découverts dans le sud de l'Angleterre : trois à Londres, un dans le Suffolk et un dans le Berkshire ; un autre a été découvert dans le comté de Durham, dans le nord de l'Angleterre. Le seax du Berkshire et celui de Beagnoth se ressemblent tellement qu'ils pourraient provenir du même atelier. Selon le runologue Ralph Elliott, il est probablement issu du sud de l'Angleterre, peut-être du Kent, car l'alphabet gravé n'inclut pas les lettres supplémentaires que l'on retrouve dans les inscriptions northumbriennes contemporaines.
Le nom Beagnoth est composé des éléments bēag ou bēah « anneau, bracelet, torque, couronne » et nōþ « courage ». Il plaide également en faveur d'une origine kentique de l'arme : en effet, les deux seuls porteurs connus de ce nom sont des hommes du Kent. Le premier apparaît vers le milieu du VIIIe siècle comme témoin d'une charte du roi Eardwulf de Kent concernant une donation à Rochester. L'autre Beagnoth (ou Beahnoþ) est un moine du Kent présent lors du concile de Clofesho, en 803, et témoignant sur une charte du roi Æthelwulf de Wessex, probablement en 844.

## Importance

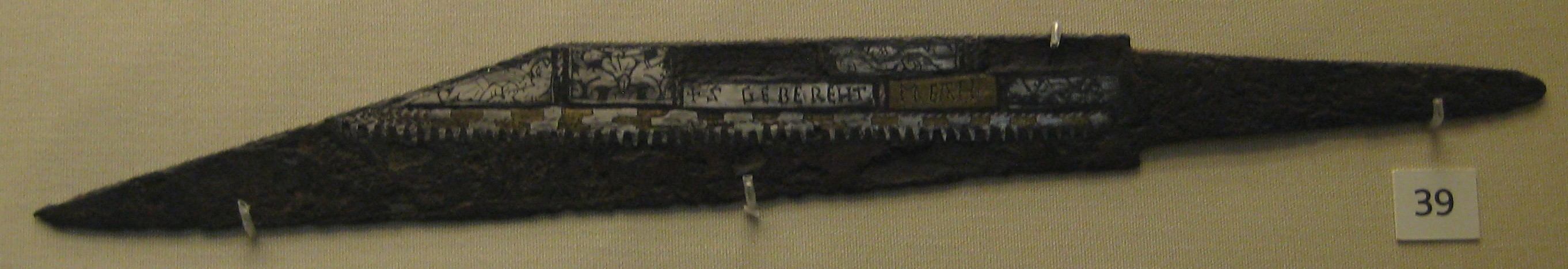
Ce seax retrouvé à Sittingbourne, dans le Kent, porte le nom du forgeron qui l'a créé (Biorhtelm) et celui de son propriétaire (Sigebereht).

La pratique consistant à graver des runes sur une arme est répandue dans toute l'Europe du Nord. Dans la sixième strophe du Sigrdrífumál, la valkyrie Sigrdrífa apprend au héros Sigurd comment obtenir une protection magique en gravant des runes sur son épée. On trouve également mention de runes gravées sur la garde d'une épée dans le poème vieil-anglais Beowulf, aux vers 1694-1698. Plusieurs découvertes archéologiques attestent de la réalité de cette pratique, comme un pommeau du VIe siècle retrouvé dans le Kent ou l'embouchure d'un fourreau découvert à Chessell Down, sur l'île de Wight, qui date également du VIe siècle. Ces deux objets portent des inscriptions runiques fragmentaires, et le second est l'unique exemple retrouvé hors du Kent. D'autres armes portent des runes isolées : deux pommeaux et une pointe de lance gravées de la rune ᛏ, symbolisant le dieu Týr (Tiw en vieil anglais), ont été retrouvées dans le Kent.
Le seax de Beagnoth se distingue par la longueur de son texte, ainsi que par l'utilisation de runes : c'est la seule arme connue retrouvée en Europe dont la lame arbore clairement des runes avec l'épée de Schretzheim, sur laquelle sont gravées quatre runes en croix. On connaît en revanche un grand nombre d'épées de l'époque viking dont les lames portent des inscriptions, mais elles sont en alphabet latin : c'est le cas de la centaine d'épées forgées du IXe au XIe siècle portant le nom Ulfberht.

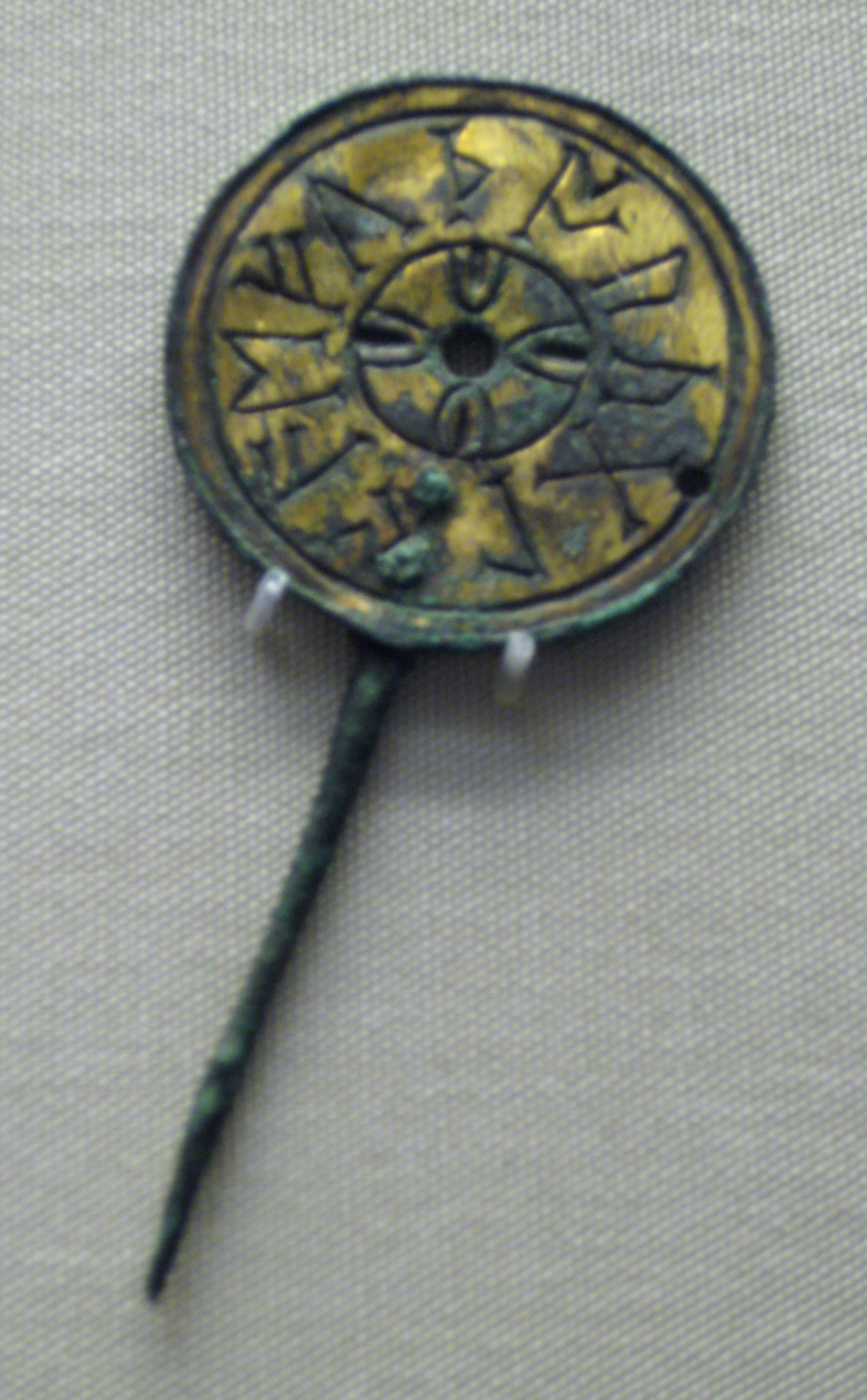
L'inscription figurant sur l'épingle de Malton comprend onze runes (ᚠᚢᚦᚩᚱᚳᚷᛚᚪᚫᛖ).

Le seax constitue le seul témoignage épigraphique de l'intégralité de l'alphabet runique anglo-saxon. Contrairement au vieux futhark et au futhark récent, qui sont bien attestés par plusieurs inscriptions runiques en Scandinavie et en Europe continentale, le futhorc est peu représenté, et apparaît surtout dans des manuscrits. Quelques objets reprennent l'alphabet en partie seulement : une tête d'épingle en forme de disque retrouvée à Brandon, dans le Suffolk, porte les seize premières runes, et une autre tête d'épingle retrouvée à Malton, dans le Yorkshire, en reprend les sept ou huit premières, avec une confusion possible entre lagu (ᛚ) et wynn (ᚹ).

Le rôle exact de l'inscription runique qui figure sur le seax de Beagnoth est inconnu. Outre sa fonction décorative, elle doit avoir, d'après Page, une valeur magique dont le prestige doit rejaillir sur son propriétaire. Les erreurs dans l'ordre et le dessin des runes seraient dues à sa date tardive de création : la connaissance du futhorc dans le Kent au IXe siècle est vraisemblablement sur le déclin, et l'orfèvre ne connaissait sans doute pas bien l'alphabet qu'on lui a demandé de graver sur la lame. Il est possible que le futhorc ait été maladroitement recopié d'un manuscrit. 